# フェノール-2-モノオキシゲナーゼ
フェノール-2-モノオキシゲナーゼ（phenol 2-monooxygenase）は、γ-ヘキサクロロシクロヘキサン分解、トルエンおよびキシレン分解、ナフタレンおよびアントラセン分解酵素の一つで、次の化学反応を触媒する酸化還元酵素である。
フェノール + NADPH + H+ + O2 {\displaystyle \rightleftharpoons } カテコール + NADP+ + H2O
反応式の通り、この酵素の基質はフェノールとNADPHとH+とO2、生成物はカテコールとNADP+とH2Oである。補酵素としてFADを用いる。
組織名はphenol,NADPH:oxygen oxidoreductase (2-hydroxylating)で、別名にphenol hydroxylase、phenol o-hydroxylaseがある。